# Szkoła Tosa
Szkoła Tosa (jap. 土佐派 Tosa-ha) – japońska szkoła malarska działająca od XV do końca XIX wieku. W okresie pomiędzy XV a XVII wiekiem czołowa szkoła malarstwa japońskiego obok szkoły Kanō, jednocześnie z nią rywalizująca.

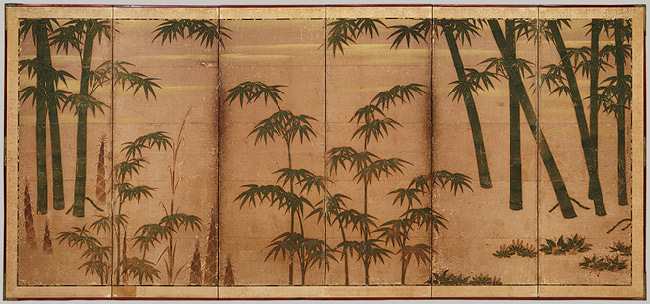
Obraz Mitsunobu Tosy, malarza należącego do szkoły Tosa

Za twórcę szkoły uchodzi Fujiwara no Yukihiro (dział. między 1400 a 1420). Przybrał on od miejsca swojego pochodzenia, prowincji Tosa, nowe nazwisko Tosa, które dało nazwę zapoczątkowanej przez niego szkole. Pierwszym ważnym przedstawicielem szkoły był jednak dopiero Mitsunobu Tosa (1434–1525). Piastował on stanowisko szefa (azukari) cesarskiego Urzędu ds. Obrazów (E-dokoro), które później przez kolejne pokolenia przechodziło na zasadzie dziedziczenia na jego potomków. Siedziba szkoły mieściła się początkowo w Kioto, później między ok. 1570 a 1634 rokiem w Sakai, ostatecznie zaś przeniosła się do Edo.
Artyści związani ze szkołą Tosa tworzyli przeważnie w tradycyjnym stylu yamato-e, wystrzegając się wpływów malarstwa chińskiego. W swoich obrazach uwieczniali przede wszystkim sceny historyczne i motywy zaczerpnięte z tradycyjnej literatury dworskiej. Styl szkoły Tosa charakteryzuje się użyciem precyzyjnej, delikatnej linii, dekoracyjną funkcją koloru, płaskimi barwami i naciskiem kładzionym na oddanie szczegółu.